# Pulso electromagnético

Una explosión con pulso electromagnético en altitud sería capaz de inutilizar todos los sistemas electrónicos de un país tal y como se muestra en esta imagen de un mapa de Estados Unidos.

El término pulso electromagnético o PEM (en inglés: EMP, de Electromagnetic Pulse) puede referirse a:
- una emisión de energía electromagnética de alta intensidad en un breve período de tiempo;
- la radiación electromagnética proveniente de una gran explosión (especialmente una explosión nuclear) o de un campo magnético que fluctúa intensamente causado por la fuerza de empuje del efecto Compton en electrones y fotoelectrones de los fotones dispersados en los materiales del aparato electrónico o explosivo, o a su alrededor. Los campos eléctricos y magnéticos resultantes pueden interferir en los sistemas eléctricos y electrónicos provocando picos de tensión que pueden dañarlos. Los efectos no suelen ser importantes más allá del radio de explosión de la bomba, a no ser que ésta sea nuclear o esté diseñada específicamente para producir una onda de choque electromagnética.

En el caso de una explosión nuclear o del impacto de asteroide, la mayor parte de la energía del pulso electromagnético se distribuye en la banda de frecuencias de entre 3 Hz y 30 kHz.

## Historia
El hecho de que un pulso electromagnético es producido por una explosión nuclear se conoce desde los primeros días de los ensayos de armas nucleares, pero su magnitud y la importancia de sus efectos no se pusieron de manifiesto durante un tiempo.
Durante la primera prueba nuclear de Estados Unidos, el 16 de julio de 1945, el equipo electrónico fue apantallado debido a que Enrico Fermi esperaba que se generara un pulso electromagnético en la detonación. Los archivos técnicos oficiales de aquella prueba nuclear afirman que "todas las líneas de señales fueron completamente apantalladas, en algunos casos por duplicado, y a pesar de ello se perdieron muchos registros debido a falsas lecturas que paralizaron los equipos de grabación." Durante las pruebas nucleares británicas en 1952–1953 hubo fallos en la instrumentación que fueron atribuidos al "flash de radio", que era el término utilizado en aquel entonces por los británicos para el PEM.

### Starfish Prime

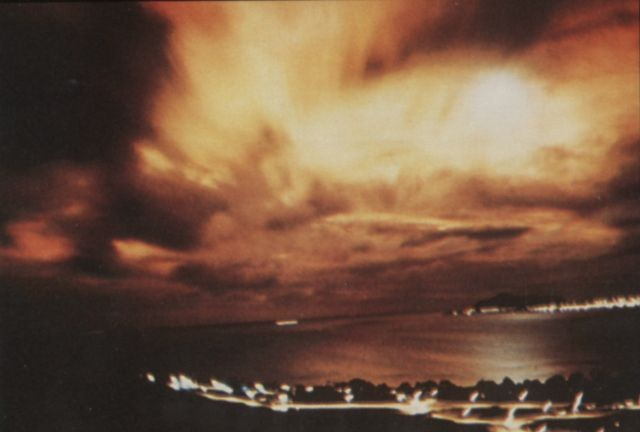
Resplandor producido en Honolulu por la explosión de la bomba.

En julio de 1962 se realizó una prueba nuclear estadounidense de 1,44 megatones a 400 km de la superficie, en el espacio, sobre el centro del océano Pacífico. La prueba, llamada "Starfish Prime", le demostró a los científicos nucleares que la magnitud y los efectos de una explosión nuclear de gran altitud son mucho más grandes de lo que se había calculado previamente. La prueba Starfish Prime produjo daños en Hawái, a más de 800 millas de distancia (1287,48 Kilómetros) desde el punto de detonación, dañando alrededor de 300 farolas, así como provocando daños en una compañía telefónica. Los daños provocados por el PEM de esta prueba fueron reparados rápidamente debido a la modesta (en comparación con los de hoy) infraestructura electrónica de Hawái en 1962. 
La magnitud relativamente pequeña del PEM de la prueba Starfish Prime en Hawái (alrededor de 5.600 voltios/m) y la relativamente pequeña cantidad de daño causado (por ejemplo, sólo el 1 al 3 % de las farolas se apagaron) llevó a algunos científicos a creer, en los primeros días de la investigación, que el problema podría no ser tan significativo. Cálculos más recientes mostraron que si la ojiva de la prueba Starfish Prime se hubiera detonado en el norte continental de los Estados Unidos, la magnitud del PEM habría sido mucho mayor (22 000 a 30 000 voltios / metro) debido a la mayor fuerza del campo magnético en el continente, así como la orientación del campo magnético terrestre en las altas latitudes. Para inutilizar aparatos electrónicos bastaría con un impulso de 4.000 voltios/metros. Estos nuevos cálculos, junto con la cada vez más común dependencia de la microelectrónica, hace pensar que un PEM podría ser algo muy grave.

### Proyecto K
En 1962, la Unión Soviética también hizo estallar una serie de tres bombas de PEM. Se hicieron los ensayos nucleares en el espacio de Kazajistán denominando al operativo "Proyecto K". A pesar de que estas armas eran mucho más pequeñas (300 kilotones) que la de la prueba "Starfish Prime", como las pruebas se realizaron sobre una gran población (y también en un lugar donde el campo magnético terrestre es mayor), los daños causados por el PEM resultante fueron mucho mayores que en la prueba estadounidense. El pulso geomagnético indujo una corriente eléctrica produciendo un sobre-voltaje en una larga línea eléctrica subterránea causando un incendio en la central de energía en la ciudad de Karagandá. Después del colapso de la Unión Soviética, el nivel de este daño fue comunicado informalmente a los científicos de Estados Unidos. La documentación formal de algunos de los daños del PEM existe en Kazajistán, pero sigue siendo escasa en la literatura científica pública.

## Características de una explosión nuclear con PEM
El caso de un pulso electromagnético nuclear difiere de otra clase de pulsos electromagnéticos (PEM) al consistir en un complejo multi-pulso electromagnético. El multipulso es generalmente descrito en tres componentes, y estos componentes han sido definidos por los estándares de la Comisión Internacional Electrotécnica (IEC, International Electrotechnical Comission)
Los 3 componentes del PEM nuclear, definidos por el IEC, son llamados E1, E2 y E3. 
- El pulso E1 es un componente muy rápido del PEM nuclear. Este componente genera un campo eléctrico que induce voltajes muy intensos y rápidos en los conductores eléctricos. El E1 es el componente capaz de destruir ordenadores y equipos de comunicación; además de ser demasiado rápido para los protectores habituales contra rayos. EL componente E1 es producido cuando la radiación gamma causada por la detonación nuclear golpea a los electrones de los átomos de las capas superiores de la atmósfera. La velocidad de los electrones se encuentra en las velocidades relativistas (más del 90% de la velocidad de la luz). Esencialmente esto produce un gran pulso de corriente eléctrica vertical en las capas altas de la atmósfera sobre toda el área afectada. Esta corriente eléctrica es afectada por los campos magnéticos de la Tierra que produce un pulso electromagnético muy grande, pero muy breve que afecta al área.[6]

- El componente E2 del pulso tiene mucha similitud con los pulsos electromagnéticos producido por un rayo de una tormenta. Debido a esta similitud son los más fáciles de proteger porque los aparatos de protección contra rayos son capaces de asimilar bien esta componente.

- La componente E3 del pulso es muy lento, tardando entre decenas y centenares de segundos, y está provocada por el calor de la detonación, seguida de la restauración del campo magnético a su posición natural. La componente E3 es muy similar a una tormenta geomagnética provocada por una llamarada solar muy extrema.[7][8] Al igual que las tormentas geomagnéticas, la componente E3 puede producir corrientes inducidas en conductores largos dañando componentes como transformadores de líneas eléctricas.

## Estudios de vulnerabilidad al PEM por Estados Unidos

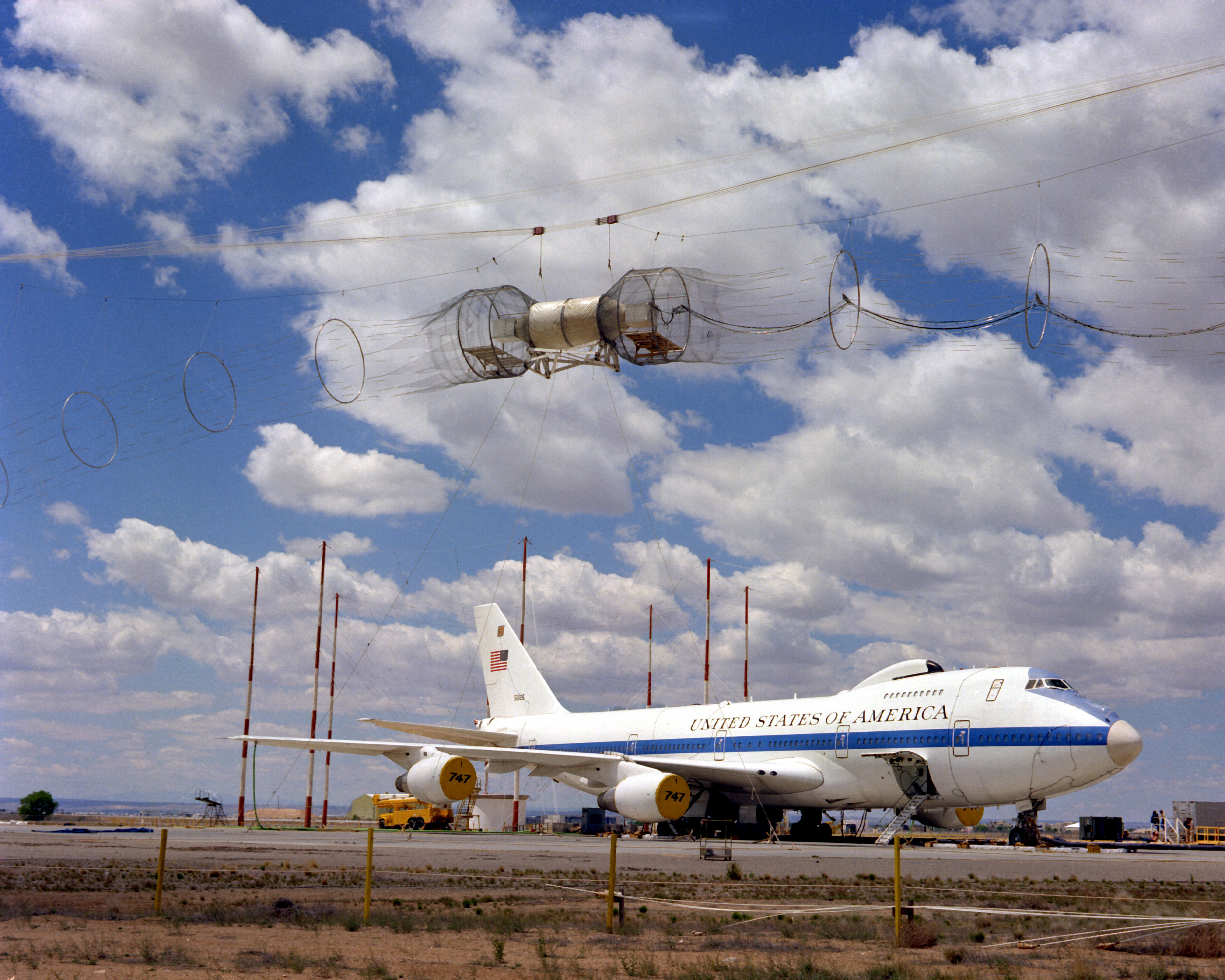
Simulador de pulso electromagnético.

La United States EMP Commission fue autorizada por el Congreso de los Estados Unidos en el año fiscal de 2001 y reautorizada en el año 2006 para investigar la amenaza que supone el pulso electromagnético. La comisión es formalmente conocida como Comission to Assess the Threat to the United States from Electromagnetic Pulse (EMP) Attack. y está compuesta por un grupo de científicos notables y técnicos para realizar informes al respecto. En 2008, la EMP Comission publicó el Critical National Infrastructures Report. Este informe describe detalladamente las consecuencias que tendría un ataque por pulso electromagnético sobre las infraestructuras civiles. Aunque este informe fue dirigido específicamente hacia Estados Unidos, gran parte de la información es extrapolable al resto del mundo. 
El informe de 2008 fue una revisión más generalizado que el emitido por la comisión en 2004. Uno de los miembros de la comisión escribiría al Senado de Estados Unidos en 2005 sobre el informe realizado:

La comisión del PEM ha promovido un estudio a nivel global de científicos extranjeros y literatura militar evaluando los conocimientos y las posibles intenciones de países extranjeros sobre el ataque de pulso electromagnético. El estudio encontró que la física del fenómeno de PEM y el potencial militar del ataque de PEM son ampliamente utilizadas en la comunidad internacional, como se refleja en los escritos oficiales y no oficiales y en las declaraciones obtenidas. El estudio de las investigaciones abiertas en el último decenio ha hallado que el conocimiento sobre el ataque PEM se pone de manifiesto al menos en los siguientes países: Gran Bretaña, Francia, Alemania, Israel, Egipto, Taiwán, Suecia, Cuba, India, Pakistán, Irak bajo Saddam Hussein, Irán, Corea del Norte, China y Rusia.

. . .  

Muchos analistas extranjeros; en particular en Irán, Corea del Norte, China y Rusia; ven a Estados Unidos como un agresor potencial aunque dudan si estaría dispuesto a utilizar su capacidad armamentística, incluidas armas nucleares, debido a que un impulso electromagnético simplemente las desconectaría en un primer ataque. Aunque es sabido que tienen planes de contingencia.

Los científicos militares rusos y chinos informan en los archivos desclasificados los principios básicos de las armas nucleares diseñadas específicamente para generar un mayor efecto de PEM, que ellos denominan armas "Súper-PEM". Las armas "Super-PEM", de acuerdo a estos informes, pueden destruir incluso los mejores sistemas de protección electrónica tanto militares como civiles de Estados Unidos.

Antes de la creación de la Comisión PEM, un artículo muy leído era del ingeniero y analista de defensa Carlo Kopp, publicado por primera vez en 1996, declaró que los materiales y herramientas adecuadas para crear armas electromagnéticas son comúnmente disponibles. En ese artículo, Kopp, dijo, "La amenaza de la proliferación de la bomba electromagnética es muy real."